# یاسر مطر
یاسر مطر (انگلیسی: Yasser Matar؛ زادهٔ ۲۰ سپتامبر ۱۹۸۵) بازیکن فوتبال اهل امارات متحده عربی است.